# Reserva de la biosfera Carpática

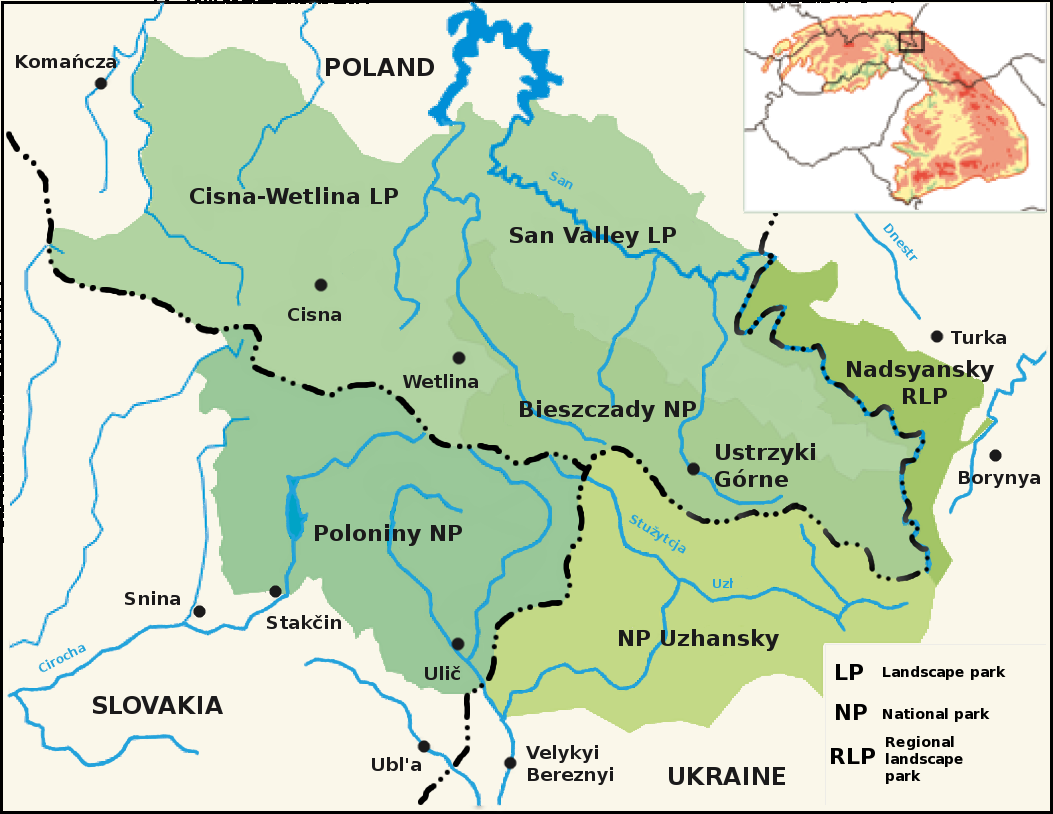
La reserva de la biosfera Carpática oriental.

La Reserva de la biosfera Carpática oriental es un área protegida transfronteriza, designada como un área de importancia global bajo el Programa del Hombre y la Biosfera de la Unesco. Se encuentra en los Cárpatos orientales e incluye partes de estos tres países: Polonia, Eslovaquia y Ucrania. Se extiende por un área total de 2.132,11 kilómetros cuadrados.
La reserva fue originalmente designada como una reserva transfronteriza polaco-eslovaca en 1992; se extendió para incluir la parte ucraniana en 1998. Incluye las siguientes áreas protegidas nacionales:
- en Polonia: Parque nacional Bieszczady (Bieszczadzki Park Narodowy) y los dos vecinos parques paisajísticos llamados Parque paisajístico Cisna-Wetlina (Ciśniańsko-Wetliński Park Krajobrazowy) y parque paisajístico Valle del San (Park Krajobrazowy Doliny Sanu);
- en Eslovaquia:  Parque nacional de Poloniny (Národný park Poloniny) y áreas adyacentes;
- en Ucrania: Parque natural nacional de Uzhanian (Національний природний парк Ужанський) y el Parque paisajístico regional Nadsiansky (Nadsianskij).